# Кров моєї крові (фільм, 2015)
«Кров моєї крові» (італ. Sangue del mio sangue) — італійський драматичний фільм, знятий Марко Беллоккьо. Світова прем'єра стрічки відбулась 8 вересня 2015 року на Венеційському кінофестивалі, а в Україні — 24 березня 2016 року. Фільм розповідає про черницю Бенедетту, яку звинувачують у відьмацтві.

## У ролях
- Роберто Герліцка — граф
- П'єр Джорджо Беллоккьо — Федеріко
- Альба Рорвахер — Марія Перлетті
- Лідія Ліберман — Бенедетта
- Федеріка Фракассі — Марта Перлетті

## Визнання
| Нагороди та номінації фільму «Кров моєї крові» | Нагороди та номінації фільму «Кров моєї крові» | Нагороди та номінації фільму «Кров моєї крові» | Нагороди та номінації фільму «Кров моєї крові» | Нагороди та номінації фільму «Кров моєї крові» | Нагороди та номінації фільму «Кров моєї крові» |
| Рік                                            | Кінопремія / Кінофестиваль                     | Категорія / Нагорода                           | Номінант                                       | Результат                                      |                                                |
| ---------------------------------------------- | ---------------------------------------------- | ---------------------------------------------- | ---------------------------------------------- | ---------------------------------------------- | ---------------------------------------------- |
| 2015                                           | Венеційський кінофестиваль                     | «Золотий лев»                                  | «Кров моєї крові»                              | Номінація                                      |                                                |
| 2015                                           | Венеційський кінофестиваль                     | Нагорода Green Drop                            | «Кров моєї крові»                              | Номінація                                      |                                                |
| 2015                                           | Венеційський кінофестиваль                     | Приз ФІПРЕССІ                                  | «Кров моєї крові»                              | Перемога                                       |                                                |